# Кирьякова, Нина Павловна
Нина Павловна Кирьякова (1 марта 1944; РСФСР, СССР — 10 октября 2023; Москва, Россия) — советская и российская актриса театра и кино. Наиболее известная по роли сестры Крынкина в фильме «Аты-баты, шли солдаты…», по роли Наташи в фильме «Нам некогда ждать», по роли Анны Петровны, матери Лидии в фильме «Помнишь запах сирени…». Проработала в Театре на Покровке свыше 30 лет.

## Биография
Родилась 1 марта 1944 года.
После школы Кирьякова окончила Театральное училище имени Щепкина, где училась на актёрском курсе Н. А. Анненкова. После того, как получила диплом, в 1967 году Кирьякова была принята в труппу Московского театра Комедии, в котором проработала до 1991 года. Затем Кирьякова перешла в Театр на Покровке, там играла во многих постановках данного театра, в том числе — в спектаклях его основателя, режиссёра и актёра Арцибашева С. Н.
В кино начала снималась с 1970-х годов, играя яркие роли, но с возрастом перешла на эпизодические роли. Больше времени уделяла театральной деятельности.
Ушла из жизни 10 октября 2023 года в возрасте 79-ти лет. Прощание состоялось 12 октября в 11:00 по адресу Нововоротниковский переулок, 3, стр. 1, Храм преподобного Пимена Великого в Новых Воротниках.

## Работы

### Фильмография
- 1971 — Нам некогда ждать (Наташа)
- 1971 — Аты-баты, шли солдаты… (сестра Крынкина)
- 1976 — Рождённая революцией (женщина у магазина, 7-я серия)
- 1978 — Предвещает победу (селянка)
- 1992 — Помнишь запах сирени… (Анна Петровна, мать Лидии)
- 1999 — Очаровательные негодники
- 2008 — Срочно в номер-2 (пенсионерка, 10 фильм)
- 2011 — МУР. Третий фронт
- 2012 — Жизнь и судьба
- 2013 — Пасечник

### Театральные работы

#### Театр на Покровке
- Дом на Фрунзенский (Марочка)[5]
- Уроки Музыки (Бабка Николая, Васильевна)[6]
- Дикарка (Анна Степановна Ашметьева)[7]
- Сцены из супружеской жизни (Фру Якоби)[8]
- Воительница (Пожилая Барыня)[9]
- Таланты и поклонники (Домна Пантелеевна)[10]

И многие другие роли.